# Gods & Goddesses
Gods & Goddesses is het negende album van de Amerikaanse desert rocker Brant Bjork als solo-artiest.
Het was zijn eerste soloalbum waar hij samenwerkte met meerdere artiesten. Artiesten die hebben bijgedragen aan dit album zijn: gitarist Brandon Henderson, oud-Yawning Man-bassist Billy Cordell en oud-Mondo Generator-drummer Giampaolo Farnedi.

## Tracklist
| nr. | titel                       | duur |
| --- | --------------------------- | ---- |
| 1   | Dirty Bird                  | 2:48 |
| 2   | The Future Rock (We Got It) | 3:56 |
| 3   | Radio Mecca                 | 3:54 |
| 4   | Little World                | 5:02 |
| 5   | Blowin' Up Shop             | 3:27 |
| 6   | Good Time Bonnie            | 3:49 |
| 7   | Porto                       | 3:50 |
| 8   | Somewhere Some Woman        | 5:49 |

## Bandleden
- Brant Bjork - Gitaar & Zang
- Billy Cordell - Basgitaar
- Brandon Henderson - Gitaar
- Giampaolo Farnedi - Drums